# Mohammed Hossein Saif Qazi
Mohammed Hossein Saif Qazi († 30. März 1947 in Mahabad) war Kriegs- und Verteidigungsminister der kurzlebigen Republik Kurdistan. 
Er war ein Cousin von Präsident Qazi Mohammed und arbeitete mit diesem sowie mit der UdSSR zusammen. 
Mohammed Hossein Saif Qazi war ein Händler, dessen Autorität in militärischen Fragen daher rührte, dass er ein Captain der iranischen Gendarmerie war. Nach dem Ende der Republik wurde er am 30. März 1947 zusammen mit Qazi Mohammed sowie mit den Ministern der Regierung, mit Ausnahme von Hadschi Baba Scheich, in Mahabad öffentlich hingerichtet.